# Edificio O'Higgins
El edificio O'Higgins es un inmueble ubicado en la comuna chilena de Talca, Región del Maule. Fue construido para albergar la casa matriz del Banco de Talca, uso que se remitió hasta su disolución en 1982. Posteriormente fue utilizado por diversas entidades hasta 2021, año desde el que está en abandono.
Es considerado como Inmueble de conservación histórica por la Municipalidad de Talca.

## Historia
Fue diseñado por los hermanos arquitectos Carlos y Alberto Cruz Eyzaguirre, solicitado por el Banco de Talca para reemplazar a su antiguo edificio que fue destruido como consecuencia del terremoto de 1928.
Comenzó su construcción, a cargo de Forteza Hermanos, en febrero de 1929 y culminó en abril de 1930. Fue utilizado por el banco como su casa matriz hasta la disolución de este, en 1982.
Posteriormente fue la oficina de Centrobanco, entidad que adquirió el banco de Talca y todas sus propiedades. Luego el edificio perteneció al Banco O'Higgins. Con la desaparición de este último, el edificio sería utilizado por distintas entidades; entre 2010 y 2021 se ubicaría allí la Fiscalía Regional mientras sus propias instalaciones se encontraban en construcción.
Desde el retiro de la Fiscalía, el inmueble se encuentra en abandono, manteniéndose en pie por su valor patrimonial. Según el Plan Regulador Comunal de Talca, es considerado como Inmueble de Conservación Histórica por el municipio.

## Descripción
El edificio de dos pisos y uno en subsuelo presenta un estilo art déco caracterizado por sus formas rectas y su construcción esencialmente hecha en hormigón armado. Se encuentra erigido sobre un zócalo de piedra verde de Rauquén, presente en muchas construcciones de esa época en Talca.